# Parnelli VPJ4
La  Parnelli VPJ4 fu una vettura di Formula 1  che venne utilizzata dalla scuderia statunitense nelle  stagioni 1974 e 1975 e, nella versione VPJ4B, 1976.

## Tecnica

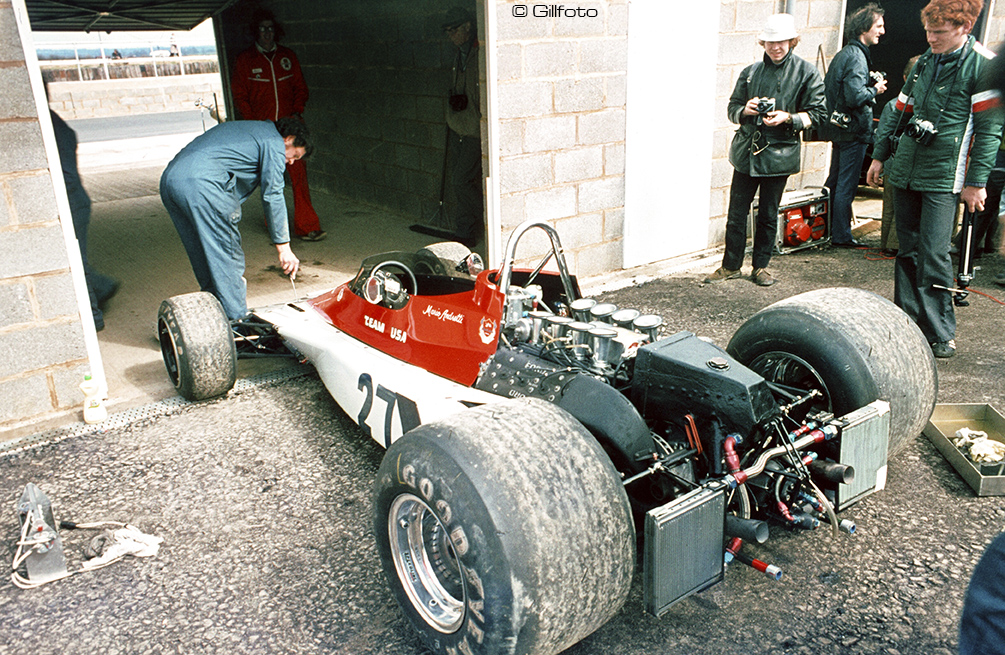
La Parnelli VPJ4 di Mario Andretti al Gran Premio di Gran Bretagna 1975

Progettata da Maurice Philippe veniva spinta dal classico motore Ford Cosworth DFV, montato su una monoscocca di alluminio. Era dotata di cambio Hewland FG400 e pneumatici Firestone (1974-1975) e Goodyear (1975-1976).

## Attività sportiva
La VPJ4 fu la prima vettura della casa nordamericana a correre nella massima formula. Esordì nel Gran Premio del Canada, penultima gara della stagione, con un sedicesimo posto in griglia seguito da un settimo posto in gara, guidata da Mario Andretti. Nella gara successiva, Gran premio degli Stati Uniti, partì terza, suo miglior risultato in prova. In tutte le quattordici occasioni in cui fu iscritta a un gran premio valido per il mondiale venne guidata solo dal pilota italoamericano.
Il miglior risultato assoluto fu il terzo posto conquistato nel BRDC International Trophy 1975, gara però non valida per la classifica mondiale. Ottenne il suo miglior risultato, in una gara valida per il mondiale, con un quarto posto nel Gran Premio di Svezia 1975, mentre l'altro arrivo a punti fu nel gran premio successivo, in Francia, terminato al quinto posto. Conquistò il giro più veloce, l'unico della storia per la Parnelli, nel tragico Gran Premio di Spagna 1975.
Nella stagione 1976 il team Vel's Parnelli Jones partecipò solamente alle gare di Sudafrica e Stati Uniti d'America-Ovest con la variante VPJ4B guidata anche in questo caso da Andretti. Miglior risultato fu il sesto posto in gara a Kyalami.